# Cantó de Quimper-2
El cantó de Quimper-2 (bretó Kanton Kemper-2) és una divisió administrativa francesa situat al departament de Finisterre a la regió de Bretanya. Comprèn el barri d'Ergué-Armel (incorporat el 1959) i la vila d'Ergué-Gabéric.

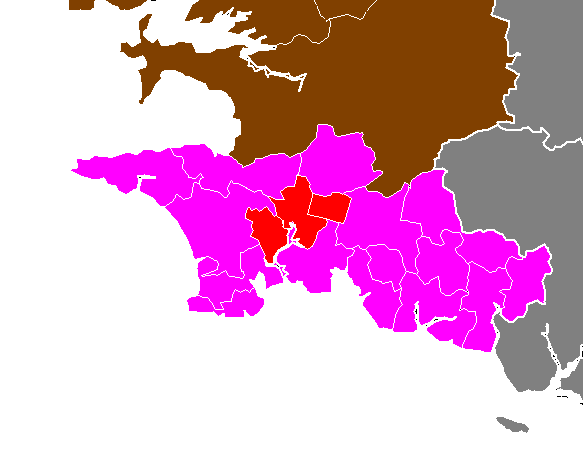
Situació del cantó

## Composició
El cantó aplega 2 comunes :
| Nom bretó    | Nom francès   | Nom gal·ló |
| An Erge-Vras | Ergué-Gabéric | ---        |
| Kemper       | Quimper       | ---        |

## Història
| Data d'elecció                           | Identitat         | Partit | Qualitat |
| ---------------------------------------- | ----------------- | ------ | -------- |
| 2001-                                    | Maryvonne Blondin | PS     |          |
| les dades anteriors no són pas conegudes |                   |        |          |
|                                          |                   |        |          |